# Psychotria altimontana
Espèce
Psychotria altimontana O.Lachenaud est une espèce d'arbrisseaux de la famille des Rubiacées et du genre Psychotria, présente dans les zones montagneuses – d'où son épithète spécifique altimontana – du Cameroun, également à l'est du Nigeria.